# Корито (Свентокшиське воєводство)
Корито (пол. Koryto) — село в Польщі, у гміні Чарноцин Казімерського повіту Свентокшиського воєводства.
Населення — 152 особи (2011).
У 1975-1998 роках село належало до Келецького воєводства.

## Демографія
Демографічна структура на день 31 березня 2011 року:
|          | Загалом | Допрацездатний вік | Працездатний вік | Постпрацездатний вік |
| -------- | ------- | ------------------ | ---------------- | -------------------- |
| Чоловіки | 80      | 14                 | 51               | 15                   |
| Жінки    | 72      | 11                 | 37               | 24                   |
| Разом    | 152     | 25                 | 88               | 39                   |